# Teddy Grace
Teddy Grace (Arcadia, 26 juni 1905 - La Mirada, 4 januari 1992) was een Amerikaanse jazz-zangeres.
Teddy Grace begon haar zangcarrière in 1931, toen ze voor de radio zong. Daarna werkte ze in de bands van Al Katz (1933), Tommy Christian (1934) en Mal Hallett (1934-1937). Van 1937 tot 1940 nam ze onder haar eigen naam platen op voor Decca Records, waarbij ze begeleid werd door mannen als Bobby Hackett, Jack Teagarden, Charlie Shavers, Buster Bailey, Pee Wee Russell, Eddie Condon en Bud Freeman. In die tijd (1939-1940) was ze ook nog zangeres in de bands van Hallett, Lou Holden en Bob Crosby. Met de laatste scoorde ze een hit met "Over the Rainbow". Eind 1940 stapte ze uit de muziekbusiness en kort daarop zette ze zich in voor de Women's Army Corps. Ze zong tijdens rally's om warbonds aan de man te brengen en andere gelegenheden. Hierbij verloor ze haar stem en kon ze jarenlang niet spreken. Ze heeft ook nooit meer gezongen. Timeless Records bracht in 1993 een cd uit met 22 songs die ze voor Decca opnam.

## Discografie
- Teddy Grace 1937-1940, Timeless, 1993
- Turn on That Red Hot Heat (opnames met Hallett en Crosby, 1937-1940), Hep Records, 1997